# Immanuel Carl Diez
Immanuel Carl Diez (* 8. April 1766 in Stuttgart; † 1. Juni 1796 in Wien) war ein deutscher Theologe, Philosoph und Arzt.

## Leben
Immanuel Carl Diez besuchte zunächst die Tübinger Lateinschule Schola Anatolica, danach die Klosterschule Bebenhausen, wo er Hospes (Gast) im Haus Joseph Schellings war (1781–1783), bevor er am Tübinger Stift Theologie studierte. Dort legte er 1785 das Magisterexamen und 1788 das Konsistorialexamen ab. Danach war er bis Herbst 1790 als Vikar in Bebenhausen tätig, bis er – ebenfalls am Tübinger Stift – Repetent (junger Dozent) für Theologie wurde. Zu diesem Zeitpunkt stand er in Kontakt mit Georg Wilhelm Friedrich Hegel, Friedrich Wilhelm Joseph Schelling und Friedrich Hölderlin, die als Theologiestudenten am Tübinger Stift ausgebildet wurden. Diez, ein enthusiastischer Anhänger der Philosophie von Immanuel Kant und des freiheitlichen Geistes der Französischen Revolution brachte diesen Studenten die Grundgedanken der Kantischen Philosophie und der Revolution nahe. Es kann angenommen werden, dass er entscheidend zu ihrer Abwendung von der Theologie und Hinwendung zu Plänen für eine neue Philosophie und eine neue Gottesidee beitrug. Diez nahm 1791 endgültig Abschied von der Theologie und widmete sich zunächst der Auseinandersetzung mit der gerade bekannt werdenden Philosophie des Kantianers Carl Leonhard Reinhold. Er immatrikulierte sich 1792 für Medizin an der Universität Jena und gehörte dort zu Friedrich Schillers Tischgesellschaft. Diskussionen mit Reinhold führten dazu, dass dieser sein Systemkonzept revidierte.
Diez publizierte zwei eigene Schriften über medizinische und pharmakologische Methodenprobleme. Nach der Promotion zum Dr. med. 1794 wollte er seine medizinische Ausbildung in Wien fortsetzen, starb dort aber 1796 infolge einer Infektion, die er sich bei der Pflege von Typhuskranken zugezogen hatte.
Seine Bedeutung für die Philosophiegeschichte besteht weniger in seinen eigenen Schriften, von denen die wichtigsten verloren sein dürften, als vielmehr in seinem Einfluss auf die frühe Gedankenbildung von Schelling, Hegel, und Hölderlin sowie auf die Selbstrevision Reinholds. Dieser Einfluss und die Person von Diez blieben für mehr als 200 Jahre so gut wie unbekannt. Erst 1997 erschienen in der Edition von Dieter Henrich wichtige Teile von Diez’ Briefwechsel und seine philosophischen Entwürfe, soweit erhalten.

## Werke
- Ueber die Methode in der Arzneymittellehre, Jena 1793
- Rudimenta methodologiae medicae. Heerbrandt, Tübingen 1795 Digitalisierte Ausgabe der Universitäts- und Landesbibliothek Düsseldorf